# آبشار موراویان
آبشار موراویان (به انگلیسی: Moravian Falls) آبشاری است که در کارولینای شمالی، ایالات متحده آمریکا واقع شده و ارتفاع کلی ریزشگاه آن ۴۲ فوت (۱۳ متر) است.